# Żośle
Żośle (lit. Žasliai; pol. hist.: Zoszle) – miasteczko na Litwie, w okręgu kowieńskim, w rejonie koszedarskim, położona 7 km od miasta Koszedary. Położone nad jeziorem Żośle (lit. Žaslių ežeras), Liminas i Statkūniškės. Ludność: 818 mieszkańców (2001), siedziba gminy o tej samej nazwie (lit. Žaslių seniūnija).
W pobliżu znajduje się stacja kolejowa Żośle, położona na linii Wilno – Kowno.

## Historia
Według Stryjkowskiego (1846) Żośle są bardzo starą osadą. Stryjkowski podaje, że książę litewski Kukuwojtis, syn Żywibunda, postawił na początku XIII w. nad jeziorem żosielskim posąg drewniany upamiętniający jego matkę Pojatę, córkę Kiernusa. Posąg ten był czczony przez lokalny lud. Potem, gdy uległ zniszczeniu na tym miejscu, na grobie Pojaty wyrosły lipy, które uznawano za święte. Istniała też pieśń o Pojacie. W pobliżu Żośli znajduje się wzgórze nazywane grobem Pojaty.
Najstarsze wzmianki o Żoślach pochodzą z początku XV w. Wówczas to ich właścicielem był Janutis Volimontaitis (według innych źródeł Holimontaitis), administrator Trok z polecenia wielkiego księcia Witolda, a od 1413 wojewoda trocki, zamordowany wraz z trzema synami w 1432. Pierwszy kościół wzniesiono tam w 1433 pod wezwaniem Najświętszej Marii Panny, św. Jana i św. Barbary, konsekrowany przez biskupa wileńskiego Mikołaja Dzierzgowicza (1433–1462). Kościół ufundował Jan Nacz. W XV–XVI w. wieś Żośle należała do wygasłej rodziny Naczów. Jan i Michał Naczowie w 1453 r. odnowili fundację kościoła w Żoślach. Po wygaśnięciu rodu Naczów Żośle na mocy prawa obowiązującego na Litwie przypadły wielkiemu księciu litewskiemu, który w 1457 r. (rzekomo w tym samym roku 28 lutego Żośle otrzymały prawa miejskie) podarował je wojewodzie wileńskiemu Janowi Gosztołdowi. Po jego śmierci w 1458 r. przeszły we władanie syna, Marcina Gosztołda. W 1517 r. Goształdowie dokupili tam część ziemi aż do jeziora Żośle od niejakiego Sakowicza. Ostatnim spadkobiercą z tego rodu był Albert Gosztołd (zm. 1539), współtwórca Statutu Litewskiego i inicjatora tzw. Kroniki Bychowca.
Przez jakiś czas miała je dożywotnio Zofia Gosztołdowa. Po jej śmierci w 1549 r. król Zygmunt August zapisał je w dożywotnie użytkowanie swojej żonie Barbarze Radziwiłłównie (1520–1551) wraz z dworami w Daszuniszkach, Birsztanach i Żeżmarach. 1569 r. Żośle stanowiły uposażenie stołu królewskiego.
Potem utworzono tam starostwo. W 1612 r. Żoślami zarządzał Adam Tolwaisza (za jego czasów Żośle pojawiły się na mapie Wielkiego Księstwa Litewskiego z 1613 r.), następnie od 1646 r. starosta żmudzki Jan Łącki, a po nim od 1655 r. Michał Korf. W 1710 r. Żośle przypadły Mariannie Romerowej, a w 1737 r. Janowi i Annie Chreptowiczom. W 1766 r. posiadał je Joachim Chreptowicz, sekretarz, potem kanclerz wielki litewski. Dobra żosielskie należały później do Michała Zaleskiego, wojskiego litewskiego, a w 1850 r. do Antoniego Zaleskiego, w drugiej połowie XIX w. przeszły w wyniku przymusowej sprzedaży w ręce hr. Józefa Tyszkiewicza. W czasie powstania styczniowego planowano mianować Antoniego Zaleskiego naczelnikiem powiatu trockiego, jednak wskutek denuncjacji został aresztowany w Kościuszyszkach i zesłany do Wiatki. Następnie zmuszono go do sprzedaży majątków na Litwie.
Kościół uległ ruinie w XVII w., kiedy to nabożeństwa odprawiano w szopie. Dzięki proboszczom Piotrowi Kazimierzowi Jodziewiczowi i Michałowi Kazimierzowi Sienkiewiczowi podstawiono nowy kościół. Wojna północna (1700–1721), głód i epidemia (1707–1711) przerzedziły mieszkańców Żośli. W 1738 r. w spisach ludności odnotowano następujące nazwiska: Piotr Derwiński, Michał Inolda, Stanisław Gergrabowicz, Stanisław Buczelis, Tomasz Klukiewicz, Szymon Inolda i Maciej Klukiewicz.
W 1766 r. wójtem Żośli był Jakub Derwiński, w zachowanych dokumentach z tego czasu jest adnotacja, że był zwolniony z podatków.
Pierwszą szkołę początkową ustanowiono w Żoślach w 1777 r.
Żośle otrzymały prawa miejskie od króla Stanisława Augusta Poniatowskiego 12 stycznia 1792 r. Jakkolwiek dokładniej mówi się w stosownym dokumencie o odnowieniu praw miejskich i nadaniu miastu samorządu miejskiego. Przypuszcza się, że raczej chodziło tu o wcześniejsze przywileje handlowe. W skład rady miejskiej wchodzili burmistrz, dwaj radcy miejscy i dwóch sędziów miejskich. W 1796 r. po skardze właścicielki dworu w Żoślach Teresy Potockiej-Kossakowskiej (zarządzała starostwem żosielskim od 1795 r.) złożonej gen. A. Tormasowi, że mieszkańcy nie wykonują powinności na rzecz dworu zasłaniając się przywilejami miejskimi, generał zabrał im te przywileje.
Żośle były przez wiele wieków zamieszkiwane przez ludność litewską, polska i żydowską.
W pierwszym spisie ludności przeprowadzonym w 1795 r. w Żoślach wykazano 376 mieszkańców: w 27 domach chrześcijańskich mieszkało 158 osób, w 5 domach należących do probostwa 27 osób, w trzech domach szlacheckich 23 osoby, w 27 domach żydowskich 131 osób, a ponadto w miasteczku mieszkało 16 Romów.
W 1833 r. w Żoślach było 15 karczm i tylko 6 sklepów.
W 1847 r. w Żoślach mieszkało 836 Żydów, w 1897 – 1325 na ogólną liczbę ludności 2000.
W 1865 r. w Żoślach było 87 domostw i 1042 mieszkańców (7 prawosławnych, 371 katolików, 22 starowierów i 653 żydów). W tym czasie w Żoślach mieścił się zarząd gminy, kościół parafialny, szkoła ludowa, 3 żydowskie domy modlitwy, 18 sklepów, 4 garbarnie, wiatrak. W folwarku skarbowym było jedno domostwo z 43 mieszkańcami (2 prawosławnych, 26 katolików i 5 żydów). Miasto miało prawo do 5 jarmarków rocznie (2 lutego, 23 kwietnia, 16 lipca, 15 sierpnia, 1 listopada).
W 1868 r. w Żoślach mieszkało 1090 osób, w tym 628 Żydów, natomiast w 1897 r. 1955 mieszkańców, w tym 1325 Żydów, którzy mieli wówczas trzy domy modlitewne, szkołę początkową, oddział banku, grupę strażacką i kilka stowarzyszeń społecznych.
W 1902 r. wzniesiono neogotycki kościół pod wezwaniem św. Jerzego. W tym czasie proboszczem był ks. K. Kibelis.
Bardzo dużo mieszkańców hodowało kozy, dlatego też mieszkańcy uprosili władze, aby linia kolejowa (budowana w latach 60. XIX w.) była położona trochę dalej od miasteczka. Standard życia przed 1914 r. był tu bardzo niski, stąd też wiele osób wyemigrowało (głównie do USA), inni natomiast byli wspierani przez krewnych mieszkających za granicą.
Przed I wojną światową w miejscowości znajdowały się dwa żydowskie domy modlitwy, 3 żydowskie szkoły, biblioteka żydowska, Żydowski Bank Ludowy, który liczył 148 członków oraz żydowska ochotnicza straż pożarna (ekwipunek ufundował jeden z byłych mieszkańców Żosiel, który wyemigrował do USA).
Rabinami byli tu: Yitzhak bar Shlomo-Zalman (później służył jako rabin i nauczyciel w Wilnie); jego syn David i był rabinem przez 40 lat, aż do śmierci w 1831; syn Davida, Menahem-Mendel (służył jako rabin w latach 1834–1874), następnie: Shaul bar Arye-Leib; Yitzhak-Meir Rabinovitz (później w Słobótce); R. Yitzhak-Eliezer-Leifman Szarszavsky 1883–1888 (później w Nieświeżu); R. Avraham-Haim Szas (wnuk R. Davida); ostatnim rabinem był R. Moshe Levine. Większość ludności żydowskiej z Żosiel Niemcy wymordowali w 1941 r. i 1943 r. pod Koszedarami.
W 1909 r. mieszkało tam około 1600 osób. Istnieją tam pozostałości cmentarza żydowskiego. Dwa i pół kilometra od Żośla znajduje się stacja kolejowa Żośle (Žasliai). Koło miejscowości istniał majątek ziemski Samuelów, który był własnością Henryka Juniewicza.
Przed 1939 r. w Żoślu mieszkało według spisu powszechnego 1037 Żydów i stanowili w miasteczku większość ludności. Usadowili się oni w pobliżu linii kolejowej i zajmowali się głównie handlem drewna i płodów rolnych, jak też rzemiosłem. Wtorek był dniem targowym w Żoślu. Kupcy żydowscy skupowali od rolników owoce, jagody, czereśnie i jabłka, które eksportowano przed 1914 r. do Rosji i Niemiec.
Przed drugą wojną światową w Żoślu było 51 sklepów żydowskich i jeden litewski, młyn należący do rodziny Twirbudów oraz gorzelnia.
W 1947 r. w Żoślu mieszkało 1440 mieszkańców, w 1957 – 867, w 1970 r. 753, w 2003 r. 825 w 310 domach. W całym starostwie żosielskim w 2003 r. było 61 wsi i 2840 mieszkańców. Obszar starostwa obejmuje 10 900 ha.
Za czasów sowieckich w Żoślu nakręcono film pt. „Tadas Blinda” w reżyserii Balyt Bartkauskasa, a także film pt. „Čia mūsų namai” („Tu nasze domy”).
W 1975 r. w pobliżu stacji kolejowej Żośle miała miejsce największa katastrofa kolejowa na terenie powojennej Litwy, w której zginęło 20 osób.
17 czerwca 1992 dekretem Prezydenta Republiki potwierdzono przywrócenie praw miejskich i herbu miasta Żośla. W tym dniu I wiceprzewodniczący parlamentu Česlovas Stankevicius przekazał akt potwierdzenia praw miejskich i herb burmistrzowi Żośla Algimantasowi Mataitisowi.
W pierwszą rocznicę wstąpienia Litwy do Unii Europejskiej w Żoślu zasadzono na 4 hektarowym obszarze tzw. „las Europy”. W uroczystościach wziął udział m.in. prezydent Republiki Litewskiej Valdas Adamkus.
W Żoślu znajduje się neogotycki kościół rzymskokatolicki pod wezwaniem św. Jerzego zbudowany w 1902 według projektu inż. Titenbruka.

## Ludzie związani z miastem
- ks. Adam Abramowicz (1881–1969) – polski duchowny katolicki, kanonik wileński, znany budowniczy kościołów
- Leopold Godowski (1870–1938) – pianista, kompozytor i pedagog
- kardynał Vincentas Sladkevičius (1920–2000) – litewski duchowny katolicki, arcybiskup Kowna